# Орлівська сільська рада (Високопільський район)
Орлі́вська сільська́ ра́да — адміністративно-територіальна одиниця та орган місцевого самоврядування в Високопільському районі Херсонської області. Адміністративний центр — село Орлове.

## Загальні відомості
- Територія ради: 68,421 км²
- Населення ради: 1 258 осіб (станом на 2001 рік)

## Населені пункти
Сільській раді підпорядковані населені пункти:
- с. Орлове
- с. Наталине
- с. Новобратське
- с. Петрівське
- с. Рівнопілля

## Склад ради
Рада складається з 16 депутатів та голови.
- Голова ради: Дмитриченков Сергій Олександрович
- Секретар ради: Яцюра Любов Василівна

### Керівний склад попередніх скликань
| Прізвище, ім'я, по батькові       | Основні відомості                                                               | Дата обрання | Дата звільнення |
| --------------------------------- | ------------------------------------------------------------------------------- | ------------ | --------------- |
| Лаптєва Оксана Петрівна           | Сільський голова, 1977 року народження                                          | 26.03.2006   | 31.10.2010      |
| Стрєлков Федір Федорович          | Сільський голова, 1960 року народження, освіта середня спеціальна, безпартійний | 31.10.2010   | 21.08.2013      |
| Дмитриченков Сергій Олександрович | Сільський голова, 1985 року народження, освіта середня спеціальна, безпартійний | 25.05.2014   |                 |

Примітка: таблиця складена за даними сайту Верховної Ради України

### Депутати
За результатами місцевих виборів 2010 року депутатами ради стали:

#### За суб'єктами висування
| Суб'єкт висування                                       | Кількість обраних депутатів | %    |
| ------------------------------------------------------- | --------------------------- | ---- |
| Партія регіонів                                         | 8                           | 50   |
| Політична партія Всеукраїнське об'єднання «Батьківщина» | 3                           | 18,8 |
| Комуністична партія України                             | 2                           | 12,5 |
| Народна партія                                          | 1                           | 6,3  |
| Політична партія «Сильна Україна»                       | 1                           | 6,3  |
| Самовисування                                           | 1                           | 6,3  |

#### За округами
| № округу                                                | Прізвище, ім'я, по батькові       | Дата визнання обраним | Освіта  | Партійна приналежність                        | Відомості про обраного депутата                     |
| ------------------------------------------------------- | --------------------------------- | --------------------- | ------- | --------------------------------------------- | --------------------------------------------------- |
| Комуністична партія України                             |                                   |                       |         |                                               |                                                     |
| 7                                                       | Боженко Лариса Іванівна           | 04.11.2010            | вища    | член Комуністичної партії України             | ТОВ «Дніпрянка», обліковець                         |
| 14                                                      | Антоновська Людмила Іванівна      | 04.11.2010            | середня | член Комуністичної партії України             | тимчасово не працює                                 |
| Народна Партія                                          |                                   |                       |         |                                               |                                                     |
| 15                                                      | Коваленко Алла Валеріївна         | 04.11.2010            | вища    | член Народної партії                          | Наталинський дитячий садок, вихователь              |
| Партія регіонів                                         |                                   |                       |         |                                               |                                                     |
| 2                                                       | Дугінова Катерина Анатоліївна     | 04.11.2010            | вища    | член Партії регіонів                          | Орлівський фельдшерсько-акушерський пункт, фельдшер |
| 3                                                       | Реверук Микола Вікторович         | 04.11.2010            | вища    | член Партії регіонів                          | приватний підприємець                               |
| 4                                                       | Семергій Сергій Миколайович       | 04.11.2010            | вища    | член Партії регіонів                          | приватний підприємець                               |
| 5                                                       | Яцюра Любов Василівна             | 04.11.2010            | вища    | позапартійна                                  | Орлівська сільська рада, секретар                   |
| 9                                                       | Пінчук Микола Анатолійович        | 04.11.2010            | вища    | член Партії регіонів                          | тимчасово не працює                                 |
| 10                                                      | Павусько Валентина Вікторівна     | 04.11.2010            | середня | позапартійна                                  | тимчасово не працює                                 |
| 12                                                      | Чапленко Андрій Олександрович     | 04.11.2010            | вища    | член Партії регіонів                          | тимчасово не працює                                 |
| 16                                                      | Могильний В'ячеслав В'ячеславович | 04.11.2010            | середня | позапартійний                                 | тимчасово не працює                                 |
| Політична партія Всеукраїнське об'єднання «Батьківщина» |                                   |                       |         |                                               |                                                     |
| 8                                                       | Сташук Володимир Анатолійович     | 04.11.2010            | вища    | член Всеукраїнського об'єднання «Батьківщина» | тимчасово не працює                                 |
| 11                                                      | Яровий Микола Миколайович         | 04.11.2010            | середня | член Всеукраїнського об'єднання «Батьківщина» | одноосібник                                         |
| 13                                                      | Хараїм Олександр Васильович       | 04.11.2010            | середня | член Всеукраїнського об'єднання «Батьківщина» | одноосібник                                         |
| Політична партія «Сильна Україна»                       |                                   |                       |         |                                               |                                                     |
| 6                                                       | Луців Григорій Васильович         | 04.11.2010            | вища    | член Політичної партії «Сильна Україна»       | приватний підприємець                               |
| Самовисування                                           |                                   |                       |         |                                               |                                                     |
| 1                                                       | Дугінов Сергій Григорович         | 04.11.2010            | вища    | позапартійний                                 | одноосібник                                         |

## Населення
Згідно з переписом УРСР 1989 року чисельність наявного населення сільської ради становила 1349 осіб, з яких 643 чоловіки та 706 жінок.
За переписом населення України 2001 року в сільській раді мешкало 1256 осіб.

### Мова
Розподіл населення за рідною мовою за даними перепису 2001 року:
| Мова       | Відсоток |
| ---------- | -------- |
| українська | 89,27 %  |
| російська  | 8,51 %   |
| молдовська | 1,43 %   |
| білоруська | 0,32 %   |
| польська   | 0,08 %   |
| інші       | 0,39 %   |